# Rio Combahee
O Rio Combahee é um rio de águas negras na região litoral Lowcountry, no sul da Carolina do Sul. É um curto rio que forma na confluência da e rios perto de Salkehatchie e Pequeno Salkehatchie perto do condado de Colleton. Ela deve seu nome à tribo indígena local, a Combahee. Parte de sua bacia combinado com o Rio Ashepoo e o rio Edisto para formar a bacia do ACE. O Rio Combahee desemboca no rio Coosaw perto do fim na enseada de Saint Helena Sound perto de Beaufort, que por sua vez deságua no Oceano Atlântico.